# 879
| [ Edytuj tabelę ]          |                                                                       |
| Król Anglii                | - 871 Alfred Wielki 899                                               |
| Hrabia Aragonii            | - 867 Aznar II Galíndez 893                                           |
| Hrabia Barcelony           | - 878 Wilfred Włochaty 897                                            |
| Cesarz Bizancjum           | - 867 Bazyli I Macedończyk 886                                        |
| Chan Bułgarii              | - 852 Borys I Michał 889                                              |
| Cesarz Chin                | - 873 Tang Xizong 888                                                 |
| Książę Czech               | - 870 Borzywoj I 889                                                  |
| Władca Egiptu              | - 868 Ahmad Ibn Tulun 884                                             |
| Król Franków wschodnich    | - 877 bezkrólewie 881                                                 |
| Król Franków zachodnich    | - 877 Ludwik II Jąkała 879 - 879 Karloman II 884 - 879 Ludwik III 882 |
| Cesarz Japonii             | - 876 Yōzei 884                                                       |
| Kalif                      | - 870 Al-Mu’tamid 892                                                 |
| Król Khmerów               | - 877 Indrawarman I 889                                               |
| Patriarcha Konstantynopola | - 877 Focjusz I Wielki 886                                            |
| Król Leónu                 | - 866 Alfons III Wielki 910                                           |
| Król Mercji                | - 874 Ceolwulf II 879 - 879 Aethelred 911                             |
| Król Nawarry               | - 851 García Íñiguez 880                                              |
| Król Norwegii              | - 872 Harald Pięknowłosy 930                                          |
| Papież                     | - 872 Jan VIII 882                                                    |
| Książę Saksonii            | - 866 Bruno 880                                                       |
| Król Szkocji               | - 878 Eochaid 889 - 878 Giric 889                                     |
| Doża Wenecji               | - 864 Orso I Partecipazio 881                                         |
| Książę wielkomorawski      | - 871 Świętopełk I 894                                                |

Rok 879 / DCCCLXXIX
stulecia: VIII wiek ~
IX wiek ~
X wiek

lata: 869 «
874 «
875 «
876 «
877 «
878 «
879
» 880
» 881
» 882
» 883
» 884
» 889

## Wydarzenia
- 10 kwietnia – Ludwik III został królem zachodniofrankijskim.
- 21 maja – Branimir został uznany przez papieża Jana VIII za pierwszego księcia Chorwacji.
- 28 lipca - wikingowie splądrowali klasztor Saint Bertin[1]

- Władcą nowogrodzkim został Oleg.

## Zmarli
- 10 kwietnia – Ludwik II Jąkała, król zachodniofrankijski (ur. 846)[2]

- Al-Kindi, arabski uczony, islamski filozof, matematyk, lekarz (ur. ok. 801)
- Ruryk, założyciel państwa ruskiego i dynastii Rurykowiczów (ur. ?)
- Ahmad ibn al-Chasib al-Dżardżara’i, wezyr w Kalifacie Abbasydów (ok. tego roku, ur. ?)